# Daniel Cling
Daniel Cling, né le 6 septembre 1963 à Avignon, est un réalisateur français de films documentaires.

## Biographie
Simultanément à ses études à l’École nationale supérieure des beaux-arts de Paris, il réalise de nombreux décors de théâtre et se forme au métier d’acteur avec Hélène Hily puis Alexandre Arbatt. Son expérience le conduit à jouer dans une vingtaine de spectacles ou films. Après une formation à la mise en scène à l’École d’art dramatique Anatoli Vassiliev à Moscou, il obtient un master II en théorie des arts et se lance dans la réalisation de fictions courtes et de films documentaires.
Fils de rescapé d'Auschwitz, il est très tôt concerné par les questions de mémoire et réalise avec son frère en 1996 Héritages, un premier film sur la transmission de la mémoire de la Déportation au sein des familles, de la première à la troisième génération, avant de le retrouver plus tard pour réaliser en 2004 Il faudra raconter, sur la disparition des derniers témoins et Penser Auschwitz en 2006, qui met en scène un échange entre l'historien Enzo Traverso et le penseur Yannis Thanassekos, ancien directeur de la Fondation Auschwitz de Bruxelles. Il réalise entre-temps plusieurs films qui traitent de transmission et proposent une lecture du cinéma comme partie prenante des enjeux mémoriels et idéologiques de son temps : Je ne suis pas un homme pressé en 2000 sur le savoir en architecture, qui interroge l'héritage de Le Corbusier à travers les figures de Henri Ciriani, Bernard Desmoulin, Jacques Ripault, Emmanuelle Colboc, Michel Kagan, Michel Bourdeau, Jean-Louis Cohen, etc. Suivra en 2002 L'Attente des pères, en collaboration avec Nathalie Heinich, Heureux qui communiste en 2005 sur l'identité et l'idéal, Abdelkrim et la guerre du Rif, sur la lutte anti-coloniale. L'importance qu'il accorde à la musique dans ses films le conduit collaborer régulièrement avec des compositeurs tels que Frédéric Boulard, Nicolas Frize, Alain Kremski, François Rabbathou Pierre Thilloy.
Après avoir dirigé le département d'art dramatique et de cinéma du Conservatoire à Rayonnement Régional de Douai et enseigné dans le master d'écriture documentaire de l'université d'Aix-Marseille, il est chargé de cours à l'Institut d'Études Théâtrale (Sorbonne nouvelle), et collabore aux Entretiens de l'Excellence. Passionné par le jeu d'acteur devant la caméra, il anime régulièrement stages et master class (Conservatoire de Monaco, Conservatoire d'Aix en Provence, Cours Florent, etc.).

## Films documentaires
- 1996 : Héritages[11],[12]
- 2000 : Je ne suis pas un homme pressé[13]
- 2002 : L’Attente des pères[14]
- 2004 : Il faudra raconter[15],[16],[17]
- 2005 : Heureux qui communiste[18]
- 2011 : Abdelkrim et la guerre du Rif[19],[20]
- 2017 : Une aventure théâtrale, 30 ans de décentralisation[21],[22],[23],[24],[25]
- 2018 : Concerto Douai[26],[27]
- 2021 : Adélaïde H, une résistante alsacienne[28],[29],[30],[31],[32]
- 2024 : Sabine Zlatin ou l'impossible oubli[33],[34],[35]

## Films de commande
- 2006 : Les Assises de la mémoire
- 2010 : Bonjour la retraite !
- 2011 : Tout sur la Maire[36]
- 2013 : Abdelkrim[37]
- 2013 : Du Bosphore au lac Léman[38],[39],[40]
- 2013 : Deux mille cinq cents ans[41]
- 2013 : 300 000 000 d’années[42]
- 2013 : Ainsi la mer[43]

## Essais radiophoniques
- 1989 : Je le dirai à mon sorcier - essai radiophonique - France Culture
- 1990 : Lorca, le cri du sang - essai radiophonique - France Culture
- 1991 : Théâtre yiddish, un art en apnée - essai radiophonique - France Culture

## Publications
- « Transmettre en architecture, de l'héritage de Le Corbusier à l'enseignement de Henri Ciriani », co-écrit avec Françoise Arnold, Éditions du Moniteur 2002[44]
- livre son témoignage dans « Je ne lui ai pas dit que j’écrivais ce livre » de Nadine Vasseur, consacré à l’expérience d’enfants de déportés, éditions Liana Levi - 2006
- « Y a-t-il une mémoire sans pourquoi ? » In Matériaux pour l’histoire de notre temps 2008/1-2 (No 89-90) Écritures filmiques du passé Éditeur BDIC[45]

## Prix et sélections
- 1991 - Festival de Dusseldorf, Allemagne
- 1991 - Festival international de Maisons Laffitte, France
- 1991 - Rencontres cinématographiques de Cannes, France
- 1991 - London film festival, Angleterre
- 1992 - Festival international du jeune cinéma 1992, Québec
- 1992 - Festival cinéma et banlieue 1992, France
- 1992 - Festival du court métrage de Huy, Belgique
- 1993 - Ankara international film festival, Turquie
- 1997 - Festival d'Estavar-Llivia, France
- 1997 - Festival Vue sur les docs, France
- 1997 - Festival international de Fugueira da Foz, Portugal
- 1997 - Festival of jewish cinema de Melbourne, Australie
- 2000 - Festival du film d'archi UNESCO, France
- 2002 - Festival cinéma et sciences « à nous de voir », France
- 2005 - États généraux du film documentaire, France [46]
- 2006 - Les rencontres du cinéma documentaire, France [47]
- 2007 - Images en bibliothèques, Paris, France [48]
- 2011 - Deuxièmes rencontres des droits de l'homme à Rabat, CNDH, Maroc [49]
- 2010 - FIDADOC, Maroc [50]
- 2011 - Festival de Tetouan, Maroc
- 2011 - Figra, France
- 2011 - Prix Mémoire de la Méditerranée, prix TV5 Monde, prix Stella - PriMed, France [51],[52]
- 2012 - Mention spéciale - Festival de L'acharnière, France
- 2012 - Premier prix du film documentaire - Festival international du film amazigh Issni N'Ourgh, Maroc
- 2018 - Prix du meilleur montage - Festival de L'Acharnière, France[53]